# StarCraft 2: Wings of Liberty
StarCraft 2: Wings of Liberty est un jeu vidéo de stratégie en temps réel (STR) développé par Blizzard Entertainment. La première partie du jeu est publiée le 27 juillet 2010 sur PC et Macintosh et fait suite à StarCraft et à son extension StarCraft: Brood War publiés en 1998. StarCraft 2 est divisé en trois parties, le jeu de base sous-titré Wings of Liberty étant complété par deux extensions appelées Heart of the Swarm et Legacy of the Void.
Le jeu prend place au XXVIe siècle et relate les affrontements entre trois espèces distinctes pour la domination d’une zone de la Voie lactée connue sous le nom de Secteur Koprulu : les Terrans, constitués de descendants de bagnards terriens exilés loin de leur monde natal, les Zergs, une race de créatures modifiées génétiquement et obsédées par l’assimilation des autres espèces de la galaxie, et les Protoss, une race d’humanoïdes qui dispose de technologies et de pouvoirs psioniques très avancés. L’histoire de StarCraft 2: Wings of Liberty se déroule quatre ans après les événements de StarCraft: Brood War. Elle se concentre sur la lutte d’un groupe de rebelles Terrans mené par Jim Raynor qui combat un régime autoritaire, le Dominion. Les deux extensions Heart of the Swarm et Legacy of the Void se concentrent respectivement sur l’histoire des Zergs puis sur celle des Protoss.
StarCraft 2 connaît rapidement un important succès commercial avec plus de 3 millions de copies vendues un mois après sa sortie. En décembre 2010, Blizzard Entertainment annonce avoir vendu 4,5 millions de copies depuis la sortie du jeu. Starcraft II est devenu gratuit à partir de novembre 2017.

## Trame
StarCraft 2 prend place dans l’univers de science-fiction de StarCraft. L’action de la série se déroule dans une zone de la Voie lactée appelée secteur Koprulu. Les Terrans exilés de la Terre sont gouvernés par un état appelé la Confédération. L'autorité de la confédération est contestée par plusieurs groupes de rebelles.
En décembre 2499, la situation évolue brusquement. Les Protoss, une race extraterrestre, qui dispose de technologies et de pouvoirs psioniques très avancés, entre en contact avec l’humanité en détruisant une colonie de la Confédération. Les Terrans découvrent alors qu’une seconde race d’extraterrestres, les Zergs, est en train d’envahir plusieurs autres colonies. Les Protoss détruisent uniquement les planètes touchées par cette invasion. Un intense conflit éclate alors.
L’action de StarCraft 2 se déroule quatre ans après la conclusion de la campagne de StarCraft: Brood War dans laquelle Sarah Kerrigan réussit à prendre le contrôle de l’essaim Zerg avant de défaire les forces protoss et terrans qui tentent de l’empêcher de dominer le secteur. Mais, étrangement, Kerrigan ne profite pas de sa victoire et se contente de régner sur la planète Char. Débarrassés pour un temps de la menace Zerg, les Protoss se bornent maintenant à un rôle d’observateurs et laissent le secteur Koprulu sous la coupe de l'empereur Arcturus Mengsk, le chef rebelle qui a renversé le gouvernement de la Confédération. Tout aussi corrompu que les anciens dirigeants de la Confédération, Mengsk soulève un fort mécontentement de sa population. Beaucoup se tournent désormais vers Jim Raynor, un ancien collaborateur de Mengsk devenu son pire ennemi.

### Personnages
Dans la campagne de StarCraft 2: Wings of Liberty, le joueur suit Jim Raynor, chef d'un groupe de révolutionnaires qui s'oppose à l'empire du Dominion d’Arcturus Mengsk. Dans son combat, il est secondé par Matt Horner, commandant de bord du vaisseau des rebelles. Au fil du scénario Raynor rencontre d'autres personnages. Sur la planète Mar Sara, il retrouve Tychus Findlay, un ancien compagnon d'armes. Plus tard, il doit s’associer à Gabriel Tosh, chef des « Spectres », un groupe d'espions renégats disposant de pouvoirs psioniques. Il vient aussi en aide à la scientifique Ariel Hanson dont la colonie est menacée par les Zergs. Raynor retrouve également son ancien allié Protoss, le templier noir Zeratul. Enfin, il s’associe avec le fils d’Arcturus, Valérian Mengsk pour attaquer la planète Char et pour rendre à Sarah Kerrigan sa forme humaine.

### Scénario
Sur la planète Mar Sara, l'ancien marshall Jim Raynor tente de soulever la population locale contre l'empire du Dominion. Il y retrouve son ancien camarade Tychus Findlay. Celui-ci lui propose un travail richement rémunéré : s’emparer d’un mystérieux artefact Xel’Naga également recherché par le Dominion. C’est alors que les Zergs reprennent leur expansion sur le secteur de Koprulu et envahissent Mar Sara. Raynor doit évacuer la planète à bord de son vaisseau, l'« Hyperion », commandé par Matt Horner.
Raynor s’embarque ensuite dans une série de missions afin de retrouver les pièces manquantes de l’artefact pour les revendre à la Fondation Moebius, dirigée par le mystérieux Docteur Emil Narud. Lors de ses recherches, il rencontre le pirate Gabriel Tosh, qu’il aide à récupérer du gaz nécessaire à l’entrainement de ses troupes. Raynor aide aussi la chercheuse Ariel Hanson alors qu’elle tente de sauver sa colonie d’une invasion zerg. Enfin, Matt Horner lui demande également son aide pour des missions dont l’objectif est de déstabiliser le Dominion. Lors de ces différentes expéditions, les Rebelles de Raynor sont amenés à combattre les Zergs, les Terrans du Dominion, mais aussi les Tal’Darim, des Protoss fanatiques, sectaires et hostiles. À la suite de la récupération d’une des pièces de l’artefact, le Templier Noir Zeratul s’introduit sur l’Hyperion pour confier à Raynor un cristal qui lui fait entrevoir une prophétie sur le futur de la galaxie. La création prochaine d’un hybride Zerg/Protoss pourrait causer l’éradication de toute vie dans le secteur. Le cristal lui révèle également que seule Sarah Kerrigan, la reine des Zergs, aurait le pouvoir d'arrêter cet hybride.
Après avoir collecté les différentes pièces de l’artefact Xel’Naga, Raynor rencontre le propriétaire de la Fondation Moebius, qui se révèle être le fils d’Arcturus Mengsk, Valérian. Celui-ci, propose à Raynor de l’aider à envahir la planète Char et à rendre son humanité à Kerrigan grâce à l’artefact. Lors de l’attaque de Char, la flotte du Dominion est sévèrement touchée mais Raynor réussit à prendre pied sur la planète. Raynor lance alors l’assaut contre le centre névralgique de Char. À l'aide de l'artefact, il parvient à stopper les attaques Zergs et à rendre sa forme humaine à Kerrigan. Alors que lui et son équipe la rejoignent, Tychus Findlay se révèle être à la solde d’Arcturus Mengsk. Il tente de tuer Kerrigan, mais Raynor la défend et tue Tychus d'une balle dans la tête.

## Système de jeu
Le système de jeu de StarCraft 2 conserve les éléments de jouabilité qui avaient fait le succès de StarCraft. Comme dans celui-ci, trois races complètement différentes sont disponibles : les Terrans, les Protoss et les Zergs. Chacune dispose d’unités distinctes et de ses propres mécanismes de jeu. Dans les modes partie personnalisée et multi-joueurs, le nombre d’unités disponibles pour chaque race est sensiblement le même que dans StarCraft.
Certaines unités sont similaires à celles du jeu original mais disposent de nouvelles améliorations. De nouvelles unités inspirées par les événements survenus lors des campagnes de StarCraft et de Brood War font également leur apparition. Les unités de StarCraft 2 possèdent de nouveaux types de capacités qui encouragent les interactions avec l’environnement du jeu. Certaines unités comme les « faucheurs » peuvent par exemple franchir les falaises, et d’autres comme les « traqueurs » peuvent se téléporter sur de courtes distances,.
De nouveaux mécanismes de jeu font aussi leur apparition. Les Protoss peuvent désormais accélérer la vitesse de production d’une unité ou de recherche d’une amélioration. Les Terrans peuvent améliorer leur bâtiment principal pour lui donner de nouvelles capacités, comme appeler des « MULEs » (Mobile Utility Lunar Excavator), qui récoltent du minerai plus vite que les ouvriers de base. De leur côté, les Zergs disposent dans StarCraft 2 d’une unité spéciale qui peut répandre du « mucus » et augmenter la capacité de production d’unités. Certaines unités zergs peuvent désormais se déplacer lorsqu’elles sont enterrées.
La campagne de StarCraft 2 met également à disposition du joueur des unités additionnelles uniquement disponibles dans ce mode. Celles-ci sont pour la plupart des unités abandonnées lors du développement ou des unités issues du jeu original.

### Interface
L’interface de StarCraft 2 fonctionne suivant le même principe que celle de StarCraft. Ainsi la partie centrale de l’écran reste la partie du territoire sur laquelle le joueur opère. On retrouve les compteurs de ressources en haut à droite et la mini-carte en bas à gauche, surplombée d’une horloge qui indique le temps écoulé dans le jeu. De nombreuses fonctionnalités introduites dans Warcraft 3 font également leur apparition dans le jeu comme la possibilité de sélectionner plusieurs bâtiments simultanément.
L’interface de StarCraft 2 offre également de nouvelles options par rapport à ses prédécesseurs avec entre autres la possibilité de sélectionner jusqu’à deux cents unités contre douze dans le jeu original. La transmission d'ordre s'en trouve ainsi facilitée.
StarCraft 2 offre aussi de nouvelles options d’analyse des parties. L’outil qui permet d’enregistrer des parties puis de les regarder est toujours présent. Il permet en plus de visualiser de nombreuses informations sur les actions des joueurs, les unités, les ressources ou les bâtiments.

### Mode de jeu
StarCraft 2 propose plusieurs modes de jeux différents.

#### Mode campagne
Il consiste en une succession de missions dans lesquelles le joueur doit amener les Terrans de Jim Raynor à la victoire. La salle où le joueur recevait les instructions des missions est remplacée par une version interactive du vaisseau amiral des rebelles. Le joueur peut s'y déplacer comme dans un jeu en pointer et cliquer. Contrairement à la campagne de StarCraft, celle de StarCraft 2: Wings of Liberty n’est pas linéaire. Certaines missions sont optionnelles mais permettent de décrocher les crédits nécessaires pour débloquer de nouvelles unités et de nouvelles technologies mais aussi d’engager des mercenaires. Il est en revanche nécessaire de réussir un certain nombre d’entre elles pour débloquer les missions de l’intrigue principale. Certaines missions proposent au joueur de faire un choix quant à leur dénouement. Par exemple, dans la mission colonie, le joueur peut choisir d’aider les protoss à éliminer toute trace d’infestation zerg ou de les combattre pour aider la colonie dirigée par Ariel Hanson. Dans le premier cas, la mission se termine par la mort de celle-ci et le joueur obtient l’accès à des technologies Protoss alors que dans le deuxième cas, elle réussit à trouver un antidote au virus qui infecte les colons, et le joueur obtient l’accès à des technologies zergs. Les missions qui ne sont pas jouées du fait de ces choix peuvent l’être plus tard via l’interface « rapport de combat », mais les bonus alors obtenus ne sont pas accessibles au joueur. Les objectifs des missions de la campagne de StarCraft 2: Wings of Liberty ne se limitent pas toujours à détruire la base adverse. Dans une des missions, le joueur doit par exemple récolter du minerai dans un environnement volcanique régulièrement envahi par de la lave, ce qui contraint le joueur à mettre ses troupes en sécurité sur les hauteurs. Dans une autre mission, le joueur est confronté à des ennemis qui n’attaquent que la nuit. Dans une mission d'infiltration, le joueur contrôle uniquement un personnage et a pour but d’influencer une bataille menée par deux intelligences artificielles. La plupart des missions comportent des objectifs secondaires, comme explorer une zone, détruire une unité spéciale ou un bâtiment adverse. Globalement, la campagne incite à bien prendre en main toutes les nouvelles unités et les différents modes de jeu.

#### Mode partie personnalisée
Il permet de jouer contre l’intelligence artificielle du jeu indépendamment de la campagne, ou contre d’autres joueurs humains uniquement sur Internet via la plate-forme multijoueur de Blizzard Entertainment Battle.net. Celle-ci offre la possibilité de trouver automatiquement un adversaire (ou une équipe) à son niveau, pour un match dont le résultat influe sur le classement des joueurs sur le serveur. Les joueurs sont ainsi répartis entre différentes ligues en fonction de leur niveau, les deux cents meilleurs joueurs du serveur étant placés dans une ligue appelée « grand maître ». Pour aider les débutants à se lancer dans le mode multijoueur, Blizzard Entertainment met à disposition du joueur des cartes spécialement créées à cet effet. Plusieurs niveaux d’intelligence artificielle et un mode multi-joueurs à vitesse de jeu réduite sont également disponibles pour s’entraîner. L'intelligence artificielle est plus développée que dans StarCraft, de par les différents niveaux. Ils s’échelonnent de « très facile » à « élite ».
Comme pour StarCraft ou Warcraft III, un éditeur de niveau est fourni avec le jeu. Celui-ci permet comme ses prédécesseurs de créer des cartes et des campagnes mais inclut en plus la possibilité de créer des modifications. Différents éléments mis de côté lors du développement ou issus du jeu original, qui ne sont donc pas inclus dans StarCraft 2, peuvent ainsi être utilisés dans l’éditeur de niveau. Celui permet en outre de créer un système de héros similaire à celui de WarCraft III ou de modifier l’interface du jeu. Blizzard Entertainment a également modifié la façon dont les cartes sont distribuées. Celles-ci sont en effet publiées sur Battle.net plutôt que stockées localement. StarCraft 2 dispose également d’un « marché » où les meilleures cartes peuvent être vendues via Battle.net.

## Développement
Le développement de StarCraft 2 a été annoncé le 19 mai 2007 au Blizzard Worldwide Invitational à Séoul en Corée du Sud,. Il a en réalité commencé dès 2003, peu après la sortie du jeu Warcraft 3: The Frozen Throne,. D’après le chargé de création Rob Pardo, le développement de StarCraft 2 prend du retard du fait de la création en parallèle du jeu World of Warcraft.
Dès l’annonce, le jeu est prévu pour fonctionner sur les plates-formes Windows XP, Vista et Mac OS X et est compatible avec DirectX 9 et DirectX 10 bien que l’équipe de développement ait décidé de ne pas utiliser d’effet graphique spécifique à cette dernière version,. Le jeu exploite le moteur de jeu physique Havok qui permet un rendu réaliste des interactions avec l’environnement, telle que la chute de débris glissant le long d’une rampe d’accès,,.
Au cours du développement du jeu, les fans sont invités à participer par l’intermédiaire de questions-réponses via des sites et des forums. Par l’intermédiaire d’un « représentant officiel », Blizzard Entertainment met ainsi régulièrement à disposition des fans des pages Internet au sujet des unités ou des bâtiments, des vidéos et des messages des employés du studio afin de les tenir au courant du processus de développement du jeu.

## Versions et extensions

### Versions

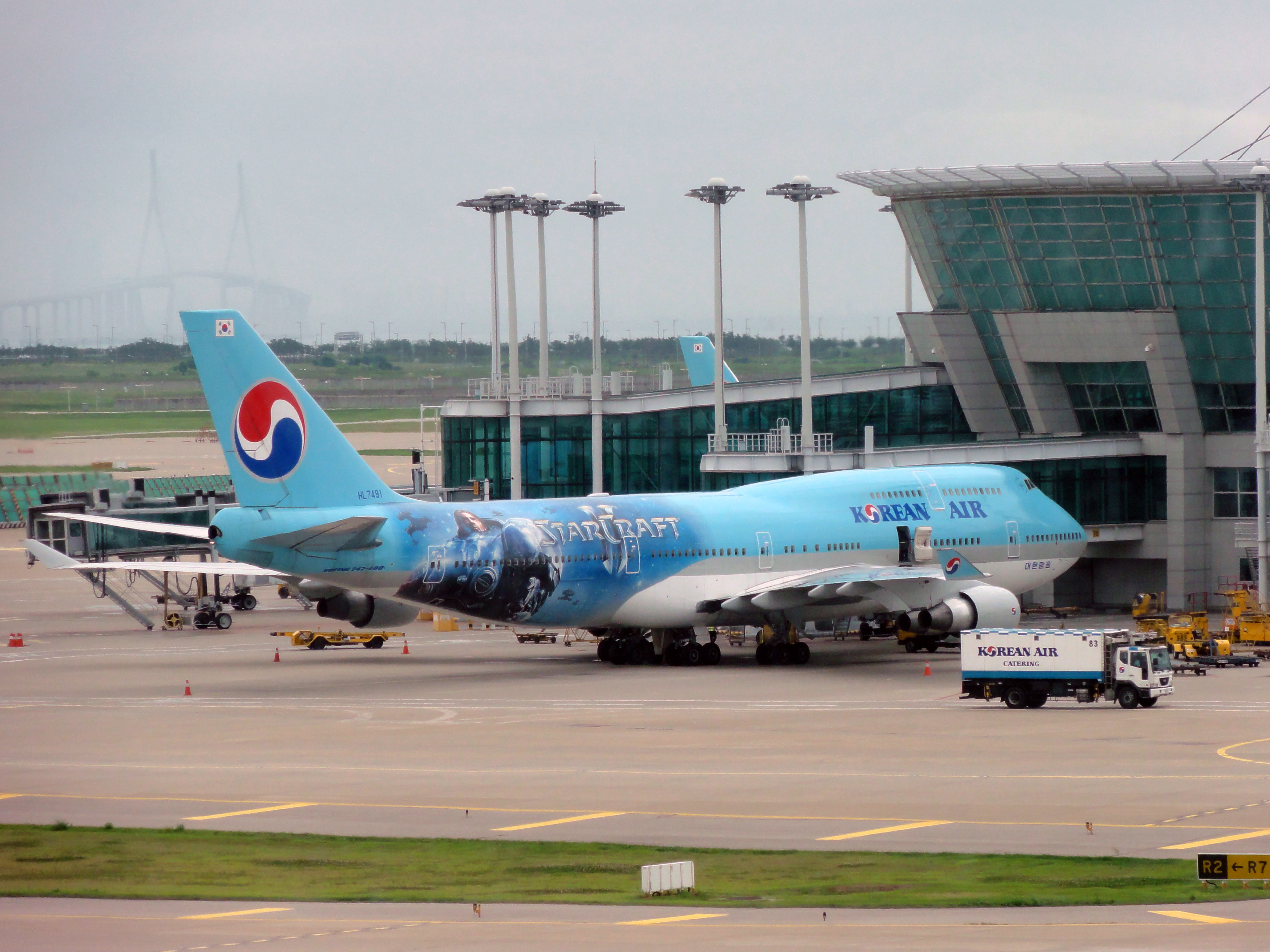
Un Boeing 747 de la compagnie Korean Air à l’Aéroport international d’Incheon avec une publicité pour StarCraft 2 peinte sur son fuselage.

En même temps que la version standard du jeu publiée le 27 juillet 2010, Blizzard Entertainment sort une version de luxe intitulée StarCraft II Collector's Edition. Celle-ci contient du contenu virtuel pour StarCraft et World of Warcraft, un DVD incluant un documentaire sur le développement du jeu, un livre de 176 pages intitulé The Art of StarCraft II : Wings of Liberty qui contient des illustrations du jeu, la bande originale du jeu, un comics StarCraft et une clé USB qui contient les jeux StarCraft et StarCraft: Brood War.
Dès sa sortie, le jeu est également disponible en téléchargement numérique sur la boutique en ligne de Blizzard Entertainment. À partir de mars 2013, Blizzard propose ensuite une réduction pour l'achat de StarCraft II avec son extension en version numérique.

### Extensions
Lors d’une conférence se tenant pendant la BlizzCon 2008, Blizzard Entertainment a annoncé que 
StarCraft 2 sortirait sous la forme d’une trilogie. La première partie publiée le 27 juillet 2010 et sous-titrée Wings of Liberty se focalise sur les Terrans et sur le personnage de Jim Raynor. La deuxième partie intitulée Heart of the Swarm est publiée le 12 mars 2013. Celle-ci inclut une nouvelle campagne qui se focalise sur les Zergs et avec Sarah Kerrigan pour personnage principal. Heart of the Swarm introduit des nouvelles unités et des modifications d’unités existantes. Sa sortie est également accompagnée d’une mise à jour de l’interface de Battle.net. Le troisième volet de la série, Legacy of the Void, est sorti le 10 novembre 2015. Celui-ci se focalise sur les Protoss. Dans la campagne de cette extension, le joueur contrôle Artanis et doit utiliser la diplomatie pour rallier les tribus Protoss afin d’acquérir de nouvelles technologies et de nouvelles unités.

### DLC
Blizzard semble vouloir continuer à supporter son titre par l'ajout de DLC, certains nommés Pack de mission, racontent la suite de l'évolution de l'histoire du secteur Kropulu. Le premier, Nova : Opérations secrètes (Nova Covert Ops en V.O.), contient neuf missions. Un autre type de DLC, sont les commandants pour le mode "Missions en coop", en plus de ceux de base (obtenu en achetant Legacy of the void), il est possible d'acheter Abatur, Alarak, Nova ou Stukov.

## Accueil

### Ventes
Dès sa sortie, le jeu connaît un important succès commercial avec un million d'exemplaires vendus le jour de sa sortie, et plus de trois millions d'exemplaires vendus en un mois,. D'après Blizzard Entertainment, le jeu s'est vendu à quatre millions et demi d'exemplaires en 2010, et fin 2012 il jeu dépasse les six millions de copies vendues.

### Critiques
| StarCraft 2: Wings of Liberty |      |         |
| Média                         | Pays | Notes   |
| Computer and Video Games      | US   | 93 %    |
| Eurogamer                     | US   | 90 %    |
| Game Informer                 | US   | 100 %   |
| GamesRadar+                   | US   | 100 %   |
| GameSpot                      | US   | 95 %    |
| GameSpy                       | US   | 4 / 5   |
| Gamekult                      | FR   | 9/10    |
| IGN                           | US   | 90 %    |
| Jeuxvideo.com                 | FR   | 18/20   |
| VideoGamer.com                | US   | 100 %   |
| Compilations de notes         |      |         |
| Metacritic                    | US   | 93 %    |
| GameRankings                  | US   | 92,67 % |

À sa sortie, StarCraft 2: Wings of Liberty est accueilli de manière très enthousiaste par la presse spécialisée et obtient des notes globales de 93 % et 92,67 % sur les sites Metacritic et GameRankings,.
Les graphismes du jeu sont décrits comme magnifiques et la presse spécialisée note l’attention portée aux détails par les développeurs ainsi que les animations et les effets visuels du jeu,. Certains journalistes mettent notamment en avant la forte identité visuelle du jeu et explique que celle-ci ne laisse pas les joueurs indifférents. Certaines critiques jugent néanmoins que les graphismes sont réussis mais pas exceptionnels, en précisant que cela permet au jeu de fonctionner correctement sur des ordinateurs peu puissants,. Les effets sonores du jeu sont en revanche unanimement salués, les critiques notant qu’ils contribuent fortement à rendre le jeu plus excitant. Sa bande originale est généralement jugée comme une réussite, les journalistes la décrivant comme « émouvante » et « épique »,. La critique du site Gamekult explique notamment que la bande originale parvient à sublimer l'action ou à se faire oublier selon les situations et note que, comme d’habitude pour un jeu Blizzard, la musique est magique. La critique de Jeuxvideo.com note néanmoins qu’elle n'est pas aussi marquante que celle de StarCraft,. Les critiques ont également apprécié les scènes cinématiques du jeu, qui sont jugés excellentes, très bien réalisées et faisant honneur a la réputation du studio,,. Le doublage de la version originale est lui aussi décrit comme très réussi. Certaines critiques reproche en revanche à plusieurs doubleurs de la version française de « manquer de conviction »,.
Concernant le système de jeu, les journalistes spécialisés notent qu'il conserve la formule qui avait fait le succès de StarCraft, tout en l’enrichissant via de multiples modifications,. Les critiques notent par exemple la disparition de certaines des unités du jeu original au profit de nouvelles unités, ainsi que l’apparition de nouveaux mécanismes,. Ces modifications sont généralement bien accueillies. Le journaliste de Gamekult juge que celles-ci parviennent à électriser encore un peu plus la jouabilité en multijoueur du jeu. Comme pour le système de jeu, les critiques notent que l’interface n’a quasiment pas évolué mais qu’elle reste toujours aussi efficace.
La plupart des critiques se focalisent sur la campagne du jeu, qui est globalement décrite comme une réussite. Ainsi, les journalistes saluent le fait que le joueur puisse se déplacer dans son vaisseau entre les missions pour discuter avec les personnages, choisir ses missions, recruter des mercenaires, rechercher de nouvelles technologies et améliorer certaines unités. Les différentes missions sont généralement décrites comme très variées aussi bien au niveau des objectifs que des environnements,. Certaines critiques notent également que le mode solo n’est pas linéaire et qu’à plusieurs reprises, le joueur doit faire des choix qui peuvent influer sur le déroulement de la campagne. Enfin, l’introduction d’un système de « hauts-faits », similaire à celui de Xbox Live, du PlayStation Network ou de Steam, est également bien accueillie. Les critiques notent que ce système permet d’augmenter la durée de vie du jeu en mode solo,.
Le mode multijoueur est également salué par les critiques qui le décrivent comme très bien conçu et bien équilibré,. Certaines critiques regrettent néanmoins certains inconvénients liés à la nouvelle version de Battle.net, dont notamment l’absence de mode réseau local, ce qui oblige le joueur à être connecté à Internet pour jouer en réseau,.

### Récompenses
Le jeu est récompensé à de nombreuses reprises en 2010 par des sites et des magazines spécialisés. Il obtient notamment six titres de « meilleur jeu sur PC de l’année » dont ceux décernés par les sites IGN, Gamasutra, 1UP.com et GameSpot. Ce dernier salut d'ailleurs son mode multijoueur en ligne sans égal,. Le jeu a également été nommé « meilleurs jeu de stratégie de l’année » par l’Academy of Interactive Arts and Sciences. En 2011, le site IGN le classe également sixième dans sa liste des meilleurs jeux récents, notant que son mode multijoueur parfaitement équilibré et sa campagne extrêmement variée en font un des meilleurs jeux de stratégie en temps réel. La même année, le magazine PC Gamer le place en neuvième position dans son classement des cent meilleurs jeux de tous les temps.

### Absence de la fonction LAN
Blizzard Entertainment annonce le 29 juin 2009 que le jeu n’intégrera pas de possibilité de connexion en réseau local (LAN) et que toutes les parties multijoueurs devront passer par les serveurs de Battle.net. La nouvelle est reçue avec déception par certains fans.

## Postérité
Le 12 mars 2013, Blizzard Entertainment publie la première extension de StarCraft 2 intitulée Heart of the Swarm. Comme le jeu original, celle-ci est bien accueillie par la presse spécialisée et connaît un certain succès commercial avec plus d'un million de copies vendues en seulement deux jours.

### Sport électronique

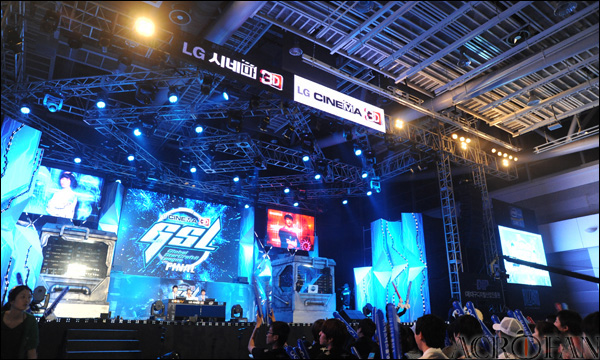
Finale de la Global Starcraft II League en mai 2011.

Dès octobre 2010, Blizzard Entertainment s’associe avec le service de diffusion en flux GOM TV pour organiser une série de tournois professionnels en Corée du Sud baptisée Global StarCraft 2 League. Les matchs sont diffusés sur internet via la plate-forme GOM TV et dont les vainqueurs se partagent un prix de 199 600 000 wons (environ 130 000 euros),,. Le jeu est également à l’affiche des compétitions officielles des Major League Gaming, Dreamhack, des World Cyber Games et des Electronic Sports World Cup. En 2012, Blizzard Entertainment lance les StarCraft 2 World Championship Series, un tout nouveau format de compétition avec des tournois nationaux et continentaux. En 2014, lors de sa troisième saison annuelle, il devient officiellement le tournoi le plus important de StarCraft II, grâce au système de points de Blizzard. Les qualifications nationales ont disparu, mais subsistent les trois régions Amérique, Europe et Corée. Le système de point détermine un classement WCS dans lequel les seize premiers joueurs disputent une grande finale à la fin de l'année.
En 2016, pour apporter de la diversité à une scène compétitive dominée par les joueurs issus de Corée du Sud, Blizzard décide de changer la formule WCS afin de cloisonner davantage les régions (on parle ainsi de region lock). À partir de cette année, les tournois régionaux du WCS Circuit (par opposition au WCS Korea) accueilleront principalement des joueurs non-coréens, lesquels sont appelés foreigners ou étrangers par la communauté, ce qui témoigne de la domination continue des coréens sur la scène compétitive.